# Santa Cristina Valgardena

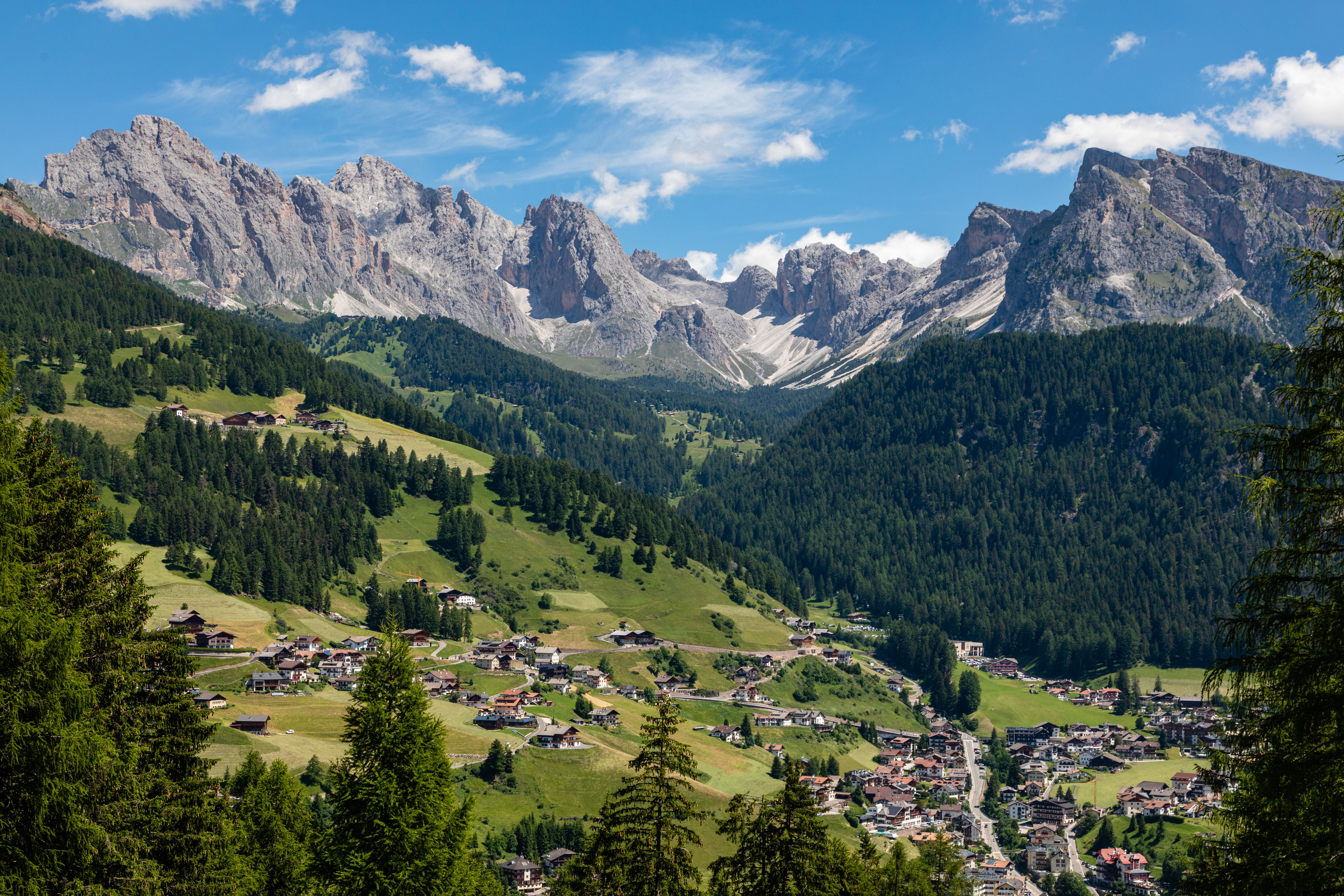

Santa Cristina (tiếng Ý: Santa Cristina Valgardena; tiếng Ladin: Santa Cristina Gherdëina; tiếng Đức: St. Christina in Gröden) là một đô thị ở tỉnh Bolzano-Bozen trong vùng Trentino-Alto Adige/Südtirol của Ý, có vị trí cách khoảng 70 km về phía đông bắc của thành phố Trento và khoảng 30 km east of thành phố Bolzano. Tại thời điểm ngày 31 tháng 12 năm 2004, đô thị này có dân số 1.787 người và diện tích là 31,8 km².
Đô thị Santa Cristina (Santa Cristina) giáp các đô thị: Campitello di Fassa, Kastelruth (Castelrotto), Villnöß (Funes), Urtijëi (Ortisei), San Martin (San Martino), và Sëlva (Selva).